# Passamezzo
Le passamezzo (parfois pass’e mezzo, passemezzo, passemeze…) est une danse de la Renaissance italienne (XVIe et XVIIe siècles), connue dans l'Europe entière. Elle est de rythme binaire, proche de la pavane, mais plus rapide. Elle se développe seule ou dans le cadre d'une suite.
L'origine du mot est floue, soit dérivée de sa mesure alla breve , soit d'une figure de danse : un « pas et demi ». Mersenne dans son Harmonie universelle (1636) propose une interprétation analogue et… d'autres, ce qui prouve bien l'incertitude de son étymologie, même au début du XVIIe siècle.

## Historique

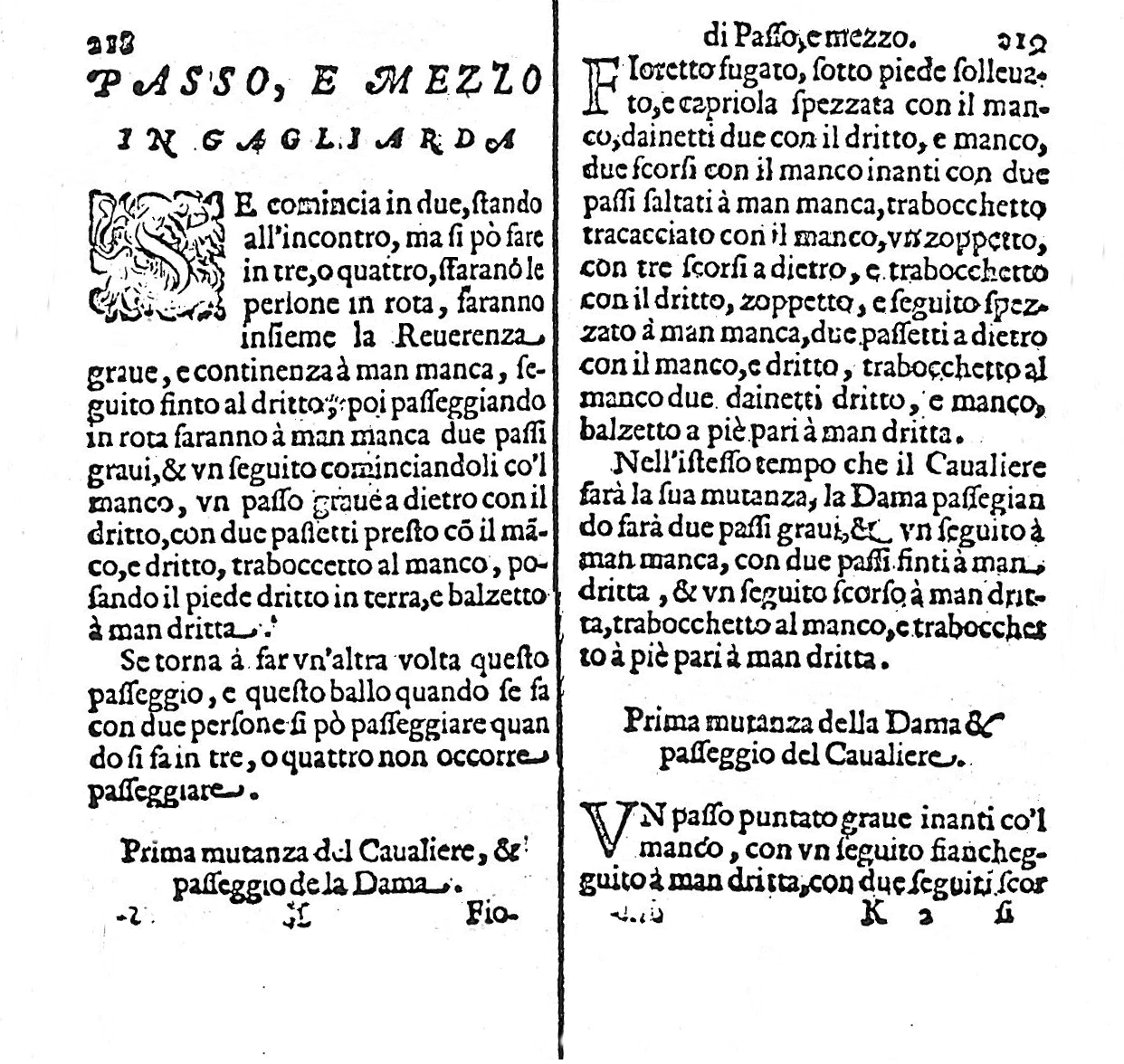
La partie concernant le Passo e Mezzo du traité de Livio Lupi da Caravaggio (1607).

Dans La Nuit des rois de Shakespeare, il est fait mention d'un « passy-measure or a pavin » (« un passamezzo ou une pavane »). Le Passing mesure désigne le Passamezzo antico. Ce lien avec la Pavane est affirmé clairement par le théoricien Francisco de Salinas, qui note la parfaite confusion des termes : « pavana milanesa, sive passoemezzo vulgo vocatur » (De Musica 1577), c'est-à-dire : la pavane milanaise, ou communément appelé passamezzo. De même Thoinot Arbeau (alias Jehan Tabourot) dans son Orchésographie (1588) ; Fabritio Caroso dans son Il ballarino (1581) et Nobiltà di dame (1600) et dans le Libro di gagliarda, tordiglione, passa e mezzo, canari e passeggi (1607) de Livio Lupi, confirment la relation. « Il n'y a pas une chorégraphie simple et aucun vestige apparent de ce qui pourrait bien avoir été une évolution étape par étape pour que le Passamezzo soit différent des autres danses. Ce qui est certain, c'est que toutes les chorégraphies du passo e mezzo sont des variantes élaborées de la pavane. » En revanche, à la fin du XVIe siècle, le Passamezzo semble progressivement se substituer à la popularité de la pavane. La distinction entre ces danses a probablement reposé sur la musique, en particulier dans la structure et la présence d'une basse en ostinato contrôlant l'harmonie. Si l'on trouve des exemples de pavanes construites sur les accords du passamezzo, en revanche il difficile de trouver un passamezzo où la même progression est totalement absente. Des titres comme pavana passamezzo (Claude Gervaise, Sixième livre de danceries 1555) ou pavana en passo e mezzo, soulignent l'indistinction entre les deux danses, mais diffèrent de façon subtile.
À l'instar de la pavane – suivie d'une danse plus rapide comme la Gaillarde – le Passamezzo était souvent suivi d'un Saltarello, basé sur le même schéma d'accords. C'est le cas pour le luth, avec les 24 passamezzi de Giacomo Gorzanis (1561) qui comprend douze pièces de chaque modèle, antico et moderno accouplés à un Saltarello. Il pouvait aussi y avoir une troisième danse, y compris la reprise du Passamezzo, alors appelé ripresa (riprese au pluriel) ou ritornello (ritornelli). Le recueil de Vincenzo Galilei (1584) contient 24 suites passamezzo-romanesca-saltarello, reprend le schéma 12 passamezzo antico et 12 passamezzo moderno, et est en plus, arrangé en progression ascendante de demi-tons.
Les pièces portant le titre de Passamezzo, sont basées sur deux progressions différentes mais apparentées. Le Passamezzo antico et le Passamezzo moderno (parfois nuovo ; le terme quadro est apparu en Angleterre dans les années 1570). Cette distinction antico / moderno n'étant présente qu'au-delà de 1550.

## Passamezzo antico
Généralement présenté en sol mineur parfois en la. Le Passamezzo antico avec sa progression I – VII – I – V – III – VII – I – V – I, est très proche de la Romanesca (cf. Greensleeves) ou de la Folia, deux autres basses contraintes, parmi les plus populaires. Cela n'est pas sans provoquer des confusions. Mais le Passamezzo, comme beaucoup d'autres danses de la Renaissance, n'est pas défini par sa seule séquence d'accords, mais plutôt par un ensemble d'éléments : son mètre, les hauteurs, les rythmiques et mélodies caractéristiques, et les conventions stylistiques liées à la pratique de la danse elle-même. La Romanesca en diffère à plusieurs égards, essentiels à l'identification du Passemezzo. Vincenzo Galilei (Primo libro della prattica del contrapunto, 1588–91) nous donne un indice en présentant la Romanesca avec un caractère « animé » (concitato), alors que le Passemezzo est une pièce « calme ». Un autre élément caractéristique à noter, est la fluidité rythmique, directement liée au déplacement régulier des pas de danse :

## Passamezzo moderno
Le Passamezzo moderno, est une variante en majeur, qui apparaît par exemple dans la Quadran Pavan anglaise. La séquence en est, I – IV – I – V – I – IV – I – V – I :

## Compositions
Bien que d'origine italienne, on trouve le premier témoignage du Passamezzo (sous ses deux formes), d'abord en Allemagne, dans le livre de luth publié par Hans Neuslider (Ein welscher Tantz Wascha mesa 1536 et Passa mesa, ein welscher Tantz 1540) ; puis en Italie, en Angleterre et en France. Il nous reste environ 120 titres pour le seul XVIe siècle, dont 40 antico et 35 moderno. Citons John Bull, William Byrd, Sweelinck, Antonio Valente (Tenore del passo e mezo con sei mutanze, 1576), Ercole Pasquini, Marco Facoli, Giovanni Picchi, Scheidt, Martino Pesenti, Bernardo Storace (Selva di Varie Compositione 1664) et Bernardo Storace pour les instruments à clavier, Andrea Gabrieli, Vincenzo Galilei (Primo libro della prattica del contrapunto 1588–1591), Hans Gerle (1552), Simone Molinaro, Besard pour le luth, Kapsberger pour le chitarrone, Samuel Scheidt (Tabulatura Nova 1624), Giovanni Valentini, laisse un rare exemple pour voix et instruments (1621), et Biagio Marini, Gasparo Zanetti et Vitali qui en laissent plusieurs pour ensemble de chambre, le dernier avec ses Sonates en trio, op. 7 (1682).
Plusieurs œuvres du XVIe siècle portant passamezzo pour titre, ne sont pas basées sur les structures types de l’antico et du moderno : passamezzo della Bataglia, ala bolognese, de Bruynswick, du hautbois, du roi, etc. D'autres se réfèrent à des airs populaires ou des compositions vocales, souvent des chansons françaises, qui fournissent le matériel thématique du passamezzo en question : pas’e mezo sopra una canzon francese, pass’e mezo sopra Je presigne, pas’e mezo detto Loisa core per el mondo et pass’e mezo sopra Gie vo deser d’un bois ah, tous dans l’Opera nova de lauto (c. 1575–78) de Giacomo Gorzanis ; passo e mezo deto Caro fier homo dans le Secondo libro de intabulatura di liuto (1562) de Gorzanis ; Gitene Ninfe, pass’e mezo a 5 dans le Selva di varia ricreatione (1590) de Orazio Vecchi.
Exemple : la Passamezzo Pavana de Peter Philips, où la basse est particulièrement bien mise en évidence ; chaque note de la basse s'étire de quatre mesures en quatre mesures (début de la troisième variation) :

## Ensembles
La danse a fourni le nom de plusieurs ensembles de musique ancienne : 
- Passamezzo Antico, ensemble espagnol : avec Juan Manuel Ibarra, clavecin ; Pedro Gandía Martín, violon ; Itzíar Atutxa, violoncelle.
- Passamezzo moderno, un ensemble américain fondé en 2005[9] : avec David Granger, Douçaine (ou dulciane) et basson ; Andrew Fouts, violon et alto ; Jonathan Davis, clavecin et orgue ; Edwin Huizinga, violon.

## Discographie
- Ostinato - Hespèrion XXI, Jordi Savall (décembre 2000 et juin 2001, AliaVox AV 9820) (OCLC 49665837). Présente un choix de Passamezzo des deux types, une Romanesca, un Ruggiero, Chaconne, Ground et canon… avec des œuvres d'Antonio Valente, Diego Ortiz, Andrea Falconieri, Salomone Rossi, Biagio Marini, Tarquinio Merula, Francisco Correa de Arauxo, Henry Purcell, Johann Pachelbel.